# Paratachys pumilus
Paratachys pumilus är en skalbaggsart som beskrevs av Pierre François Marie Auguste Dejean. Paratachys pumilus ingår i släktet Paratachys och familjen jordlöpare. Inga underarter finns listade i Catalogue of Life.